# Мануэль, Бенсон
Бенсон Мануэль Эдиласиу (порт. Benson Manuel Hedilazio; родился 28 марта 1997 года в Локерен, Бельгия) — бельгийский футболист, полузащитник клуба «Бернли».

## Клубная карьера
Мануэль — воспитанник клубов «Локерен», «Андерлехт» и «Льерс». 19 апреля 2014 года в матче против «Остенде» он дебютировал в Жюпиле лиге, заменив во втором тайме Зизо. По итогам сезона 2014/2015 «Льерс» вылетел из элиты и многие ведущие игроки покинули клуб. Бенсон остался в команде и сразу же стал основным футболистом команды. 12 марта 2016 года в поединке против «Патро Эйсден Масмехелен» Бенсон забил свой первый гол за «Льерс».
Летом 2017 года Бенсон перешёл в «Генк». 29 июля в матче против «Васланд-Беверен» он дебютировал за новую команду.
В январе 2021 года перешёл на правах аренды в нидерландский ПЕК Зволле.

## Достижения
«Генк»
- Обладатель Суперкубка Бельгии — 2019

«Антверпен»
- Обладатель Кубка Бельгии — 2019/20